# 우치다촌 (구마모토현 가모토군)
우치다촌(内田村)은 일본 구마모토현 가모토군에 설치되었던 촌이다. 현재의 야마가시의 일부에 해당한다.